# Нюда (приток Мужалы)
Нюда — река в России, основная часть реки протекает по территории Прионежского района Карелии, устье расположено в Подпорожском районе Ленинградской области. Устье реки находится в 36 км от устья Мужалы по правому берегу. Длина реки — 18 км.

## Данные водного реестра
По данным государственного водного реестра России, относится к Балтийскому бассейновому округу, водохозяйственный участок реки — Свирь без бассейна Онежского озера, речной подбассейн реки — Свирь (включая реки бассейна Онежского озера). Относится к речному бассейну реки Нева (включая бассейны рек Онежского и Ладожского озера).
Код объекта в государственном водном реестре — 01040100712102000012608.